# Systema Mycologicum
Systema Mycologicum est un ouvrage en trois volumes, écrit par le mycologue suédois, Elias Magnus Fries (1794-1878). Il a été pris comme point de départ de la nomenclature mycologique. Il a fallu 11 ans de travail pour le finaliser.
Le nom complet est Systema mycologicum : sistens fungorum ordines, genera et species, huc usque cognitas, quas ad normam methodi naturalis determinavit, disposuit atque descripsit et son abréviation est Syst. Mycol..

## Informations générales
Le premier volume de l'œuvre, qui se composait de 520 pages, a été publié en décembre 1820 ou janvier 1821 à Lund. Conformément à l'article 13 du code international de nomenclature botanique, la date de publication est le 1er janvier 1821. La première partie du second volume (page 1-274) a été publiée en 1822, et la deuxième partie du second volume (pages 275 à 620) en 1823. Le troisième volume également composé de deux parties a été publié à Greifswald en 1829 (page 1-259) et 1832 (pages 261-524).

## Les éditions ultérieures
En 1952, Albert John Stevenson et David Philip Rogers à New York ont publié un fac-similé avec une introduction de Rogers.